# Loksa
Loksa ist eine Kleinstadt in Nordestland.

## Lage
Loksa liegt im Kreis Harju an der Küste der Ostsee zwischen den Halbinseln von Juminda und Pärispea. Durch die Stadt fließt der Fluss Valgejõgi, der dort in die Bucht von Hara mündet.

## Geschichte
Die Stadt entstand aus dem kleinen Dorf Loksa (heutiger Name: Kotka). Es ist seit Ende des 17. Jahrhunderts am rechten Flussufer des Valgejõgi belegt. Nach dem Nordischen Krieg umfasste die Siedlung vier Höfe.
In den 1870er Jahren setzte ein Bevölkerungswachstum ein, als der deutschbaltische Gutsbesitzer von Kolga, Graf Stenbock, 1874 in Loksa eine Ziegelbrennerei gründete. Weitere Schritte der Industrialisierung folgten: 1899 eine Werkstatt für den Bau von Segelschiffen, 1903 eine Helling und 1907 ein Sägewerk. Nach der sowjetischen Besetzung Estlands siedelte die Besatzungsmacht eine große Zahl russischsprachiger Arbeiter in Loksa an, die noch heute einen bedeutenden Anteil an der Bevölkerung ausmachen.
Im August 1993 erhielt Loksa die Stadtrechte.

## Wirtschaft
Größter Arbeitgeber der Stadt ist die Loksa Schiffswerft (Loksa laevatehas). Sie gehört zur Unternehmensgruppe A. P. Møller-Mærsk.

## Bauwerke
- Die lutherische Kirche der Heiligen Jungfrau Maria in Loksa wurde 1853 fertiggestellt.
- Die Orthodoxe Kirche des Heiligen Johannes des Täufers in Loksa wurde am 18. Juli 2008 geweiht
- Das Gebäude des Gymnasiums Loksa wurde 1956 im klassizistischen Stil errichtet
- Die Busstation Loksa wurde 1938 erbaut

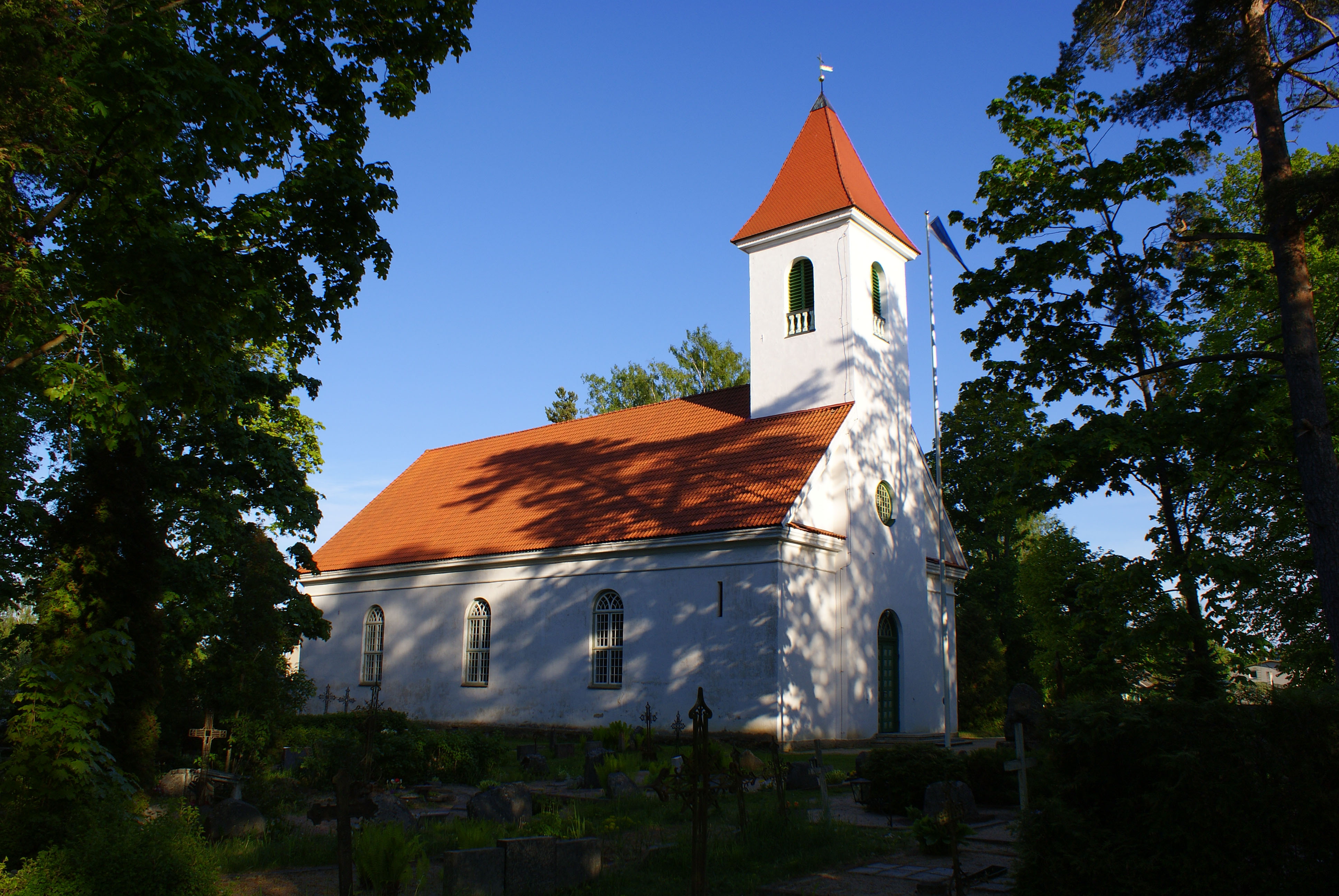
Lutherische Kirche
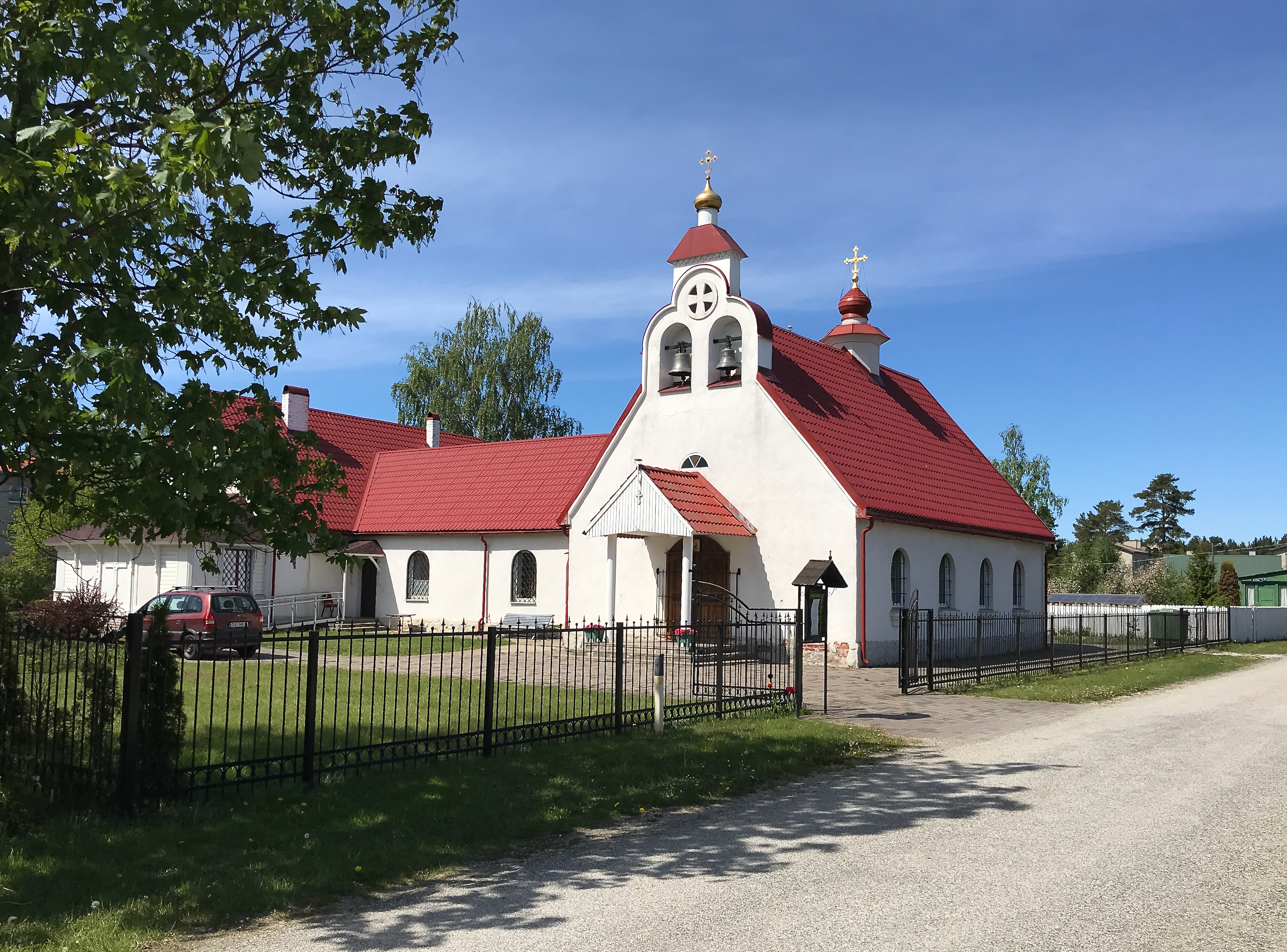
Orthodoxe Kirche
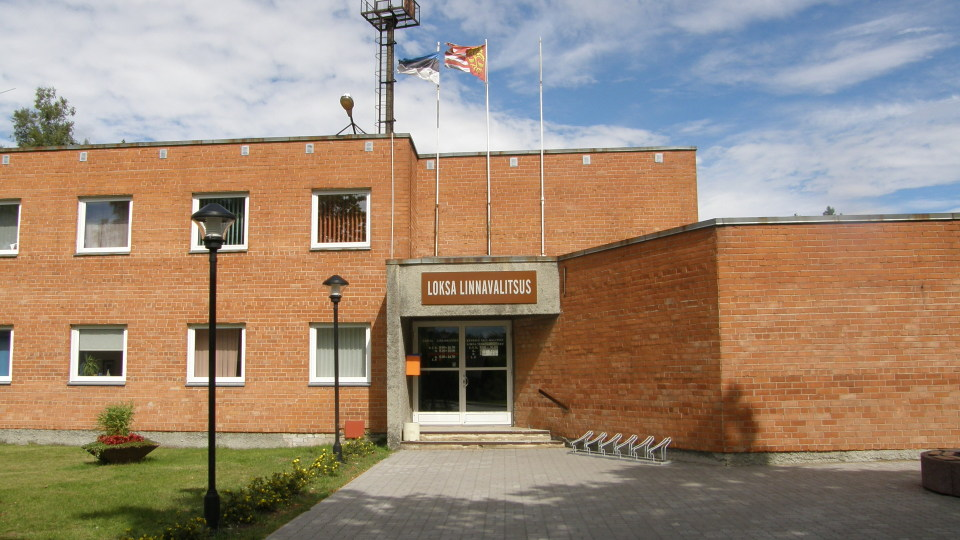
Rathaus von Loksa
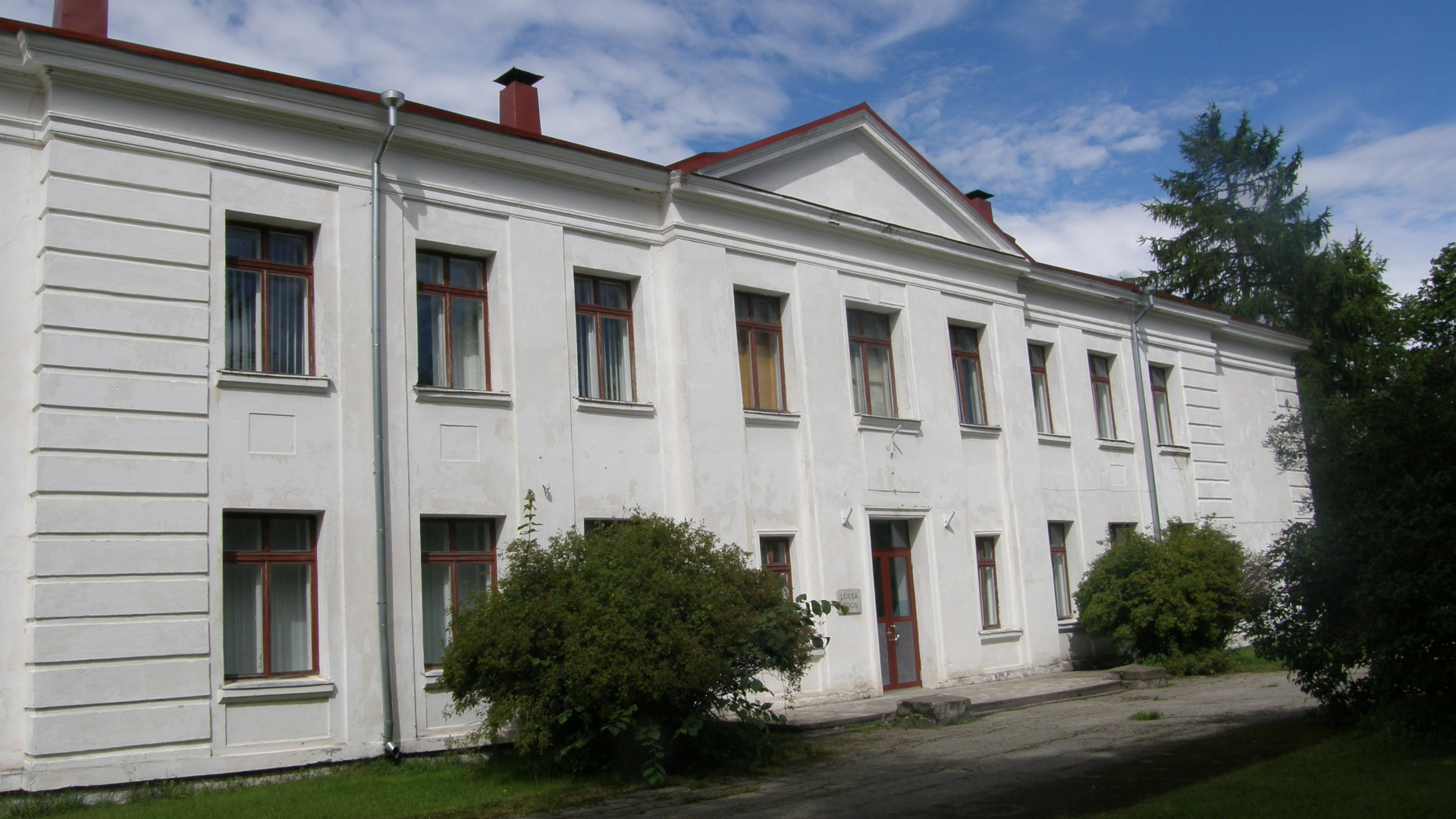
Gymnasium Loksa
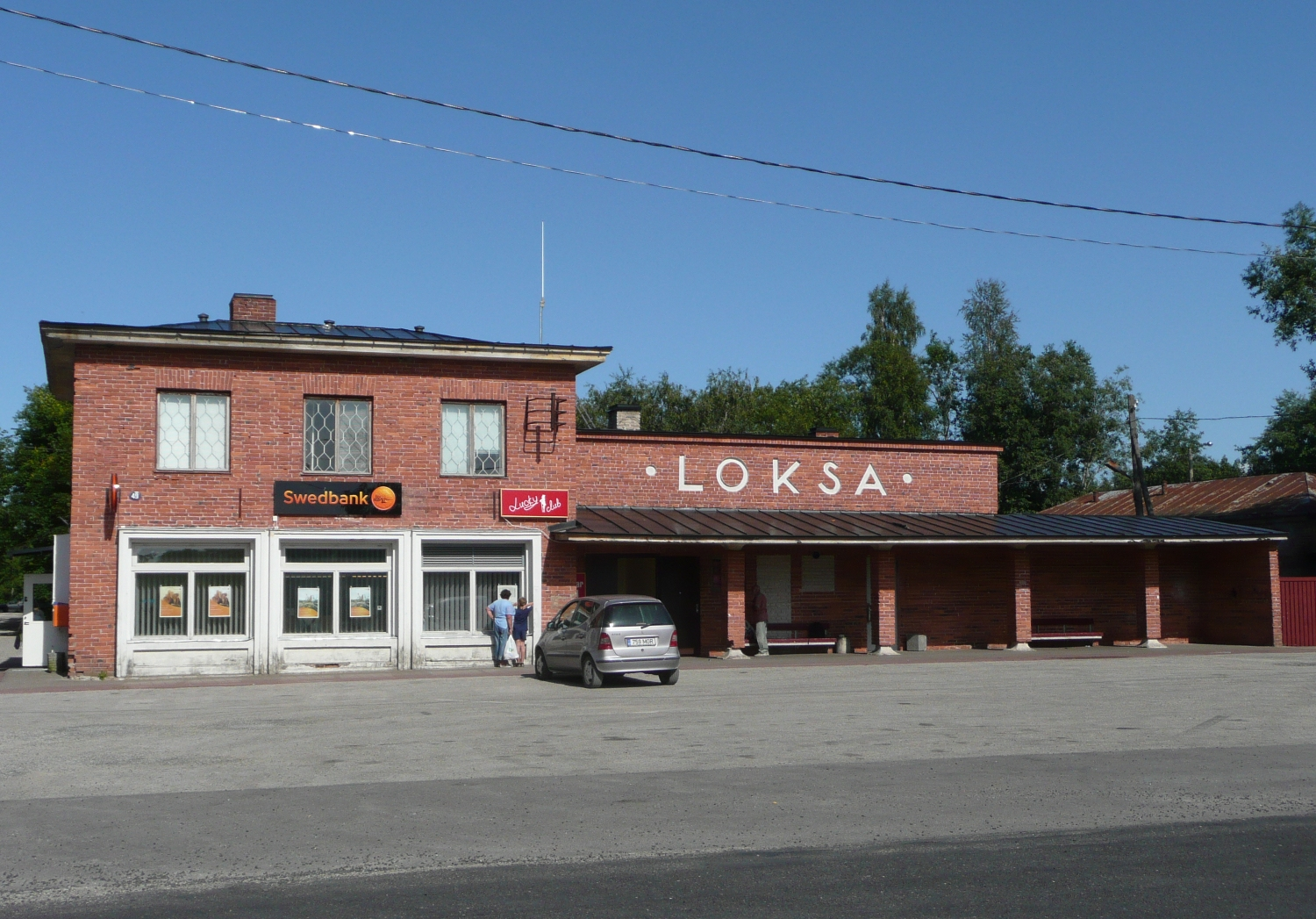
Busstation Loksa

## Persönlichkeiten
- Heino Mikiver (1924–2004), Künstler und Schriftsteller
- Ilmar Mikiver (1920–2010), Dichter und Journalist